# Tetramesa vacillans
Tetramesa vacillans är en stekelart som först beskrevs av Walker 1836.  Tetramesa vacillans ingår i släktet Tetramesa och familjen kragglanssteklar. Inga underarter finns listade i Catalogue of Life.